# 젠카이러
젠카이러(簡愷樂, 蝴蝶姐姐, Butterfly Chien、Linda Chien, 1983년 9월 22일 ~ )는 타이완의 가수이자 배우이다. 본명은 젠주링(簡筑翎)이고 과거 후뎨제제(蝴蝶姐姐)라는 예명으로 활동했었다.